# Coquereldwergmaki
De coquereldwergmaki (Mirza coquereli)  is een nachtactief zoogdier uit de familie van de dwergmaki's (Cheirogaleidae). Net als alle lemuren is de soort endemisch op het eiland Madagaskar. De wetenschappelijke naam van de soort werd voor het eerst geldig gepubliceerd door Alfred Grandidier in 1867.

## Beschrijving

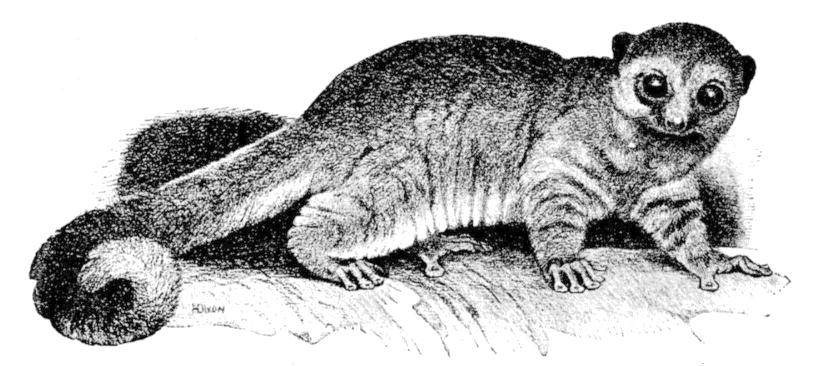
Illustratie uit The Cambridge Natural History (1902)

Een volwassen coquereldwergmaki weegt 290 tot 320 gram, heeft een kop-romplengte van 20 tot 25 centimeter en een staartlengte van 30 tot 33 centimeter. Het vrouwtje is gemiddeld iets groter dan het mannetje, maar voor de rest zijn beide seksen vrijwel identiek. De vacht is olijfbruin aan de bovenzijde en geelgrijs aan de onderzijde. De kop is relatief klein en de coquereldwergmaki heeft lange kale oren, een natte vlezige neus en grote donkere ogen, voorzien van een laag reflecterende kristallen voor een beter zicht in het donker. Vergeleken met andere dwergmaki's heeft de coquereldwergmaki een lang lichaam met korte ledematen. Het dier rent en springt met behulp van alle vier de poten en gebruikt zijn lange behaarde staart daarmee om zijn evenwicht te houden.

## Gedrag
De coquereldwergmaki brengt vrijwel zijn hele leven door in bomen en meestal is hij te vinden op een hoogte van 1 tot 6 meter boven de grond. In tegenstelling tot de meeste dwergmaki's houdt de coquereldwergmaki geen winterslaap. In de nacht foerageert hij meestal individueel en gaat op zoek naar vruchten, bloemen, hars, kikkers, reptielen, kleine vogels, eieren en geleedpotigen. In het droge seizoen eet hij ook de larven van kevers. Tijdens het foerageren maakt de coquereldwergmaki zo min mogelijk geluid. Hij communiceert met zijn soortgenoten door middel van geursporen en hoog-frequente geluiden. Het territorium van mannetjes zijn groter dan die van wijfjes. Overdag slapen coquereldwergmaki's in ovale nesten van in elkaar gevlochten twijgen. Volwassen mannetjes slapen solitair en volwassen wijfjes slapen meestal paarsgewijs.
Als de paartijd is aangebroken in oktober, groeien de testikels van de mannetjes tot een opvallende grootte. Wijfjes laten merken dat ze bereid zijn om te paren door luide roepen, die de mannetjes beantwoorden met hoog-frequente gilletjes. De draagtijd bedraagt 86 tot 89 dagen, waarna in het nest één tot vier jongen worden geboren. Tweelingen komen het vaakst voor en is ook het gunstigst, aangezien wijfjes slechts twee melkklieren hebben. Nadat de juveniels hun moeder hebben verlaten, zoeken ze nog vaak contact door middel van roepsignalen. Na 18 maanden zijn jonge coquereldwergmaki's geslachtsrijp.

## Verspreiding en habitat
De soort is endemisch op Madagaskar en komt alleen voor aan de westkust van het eiland. De coquereldwergmaki heeft een voorkeur voor droge loofbossen in de buurt van rivieren of meren. In gezonde bossen komen maximaal 385 exemplaren per vierkante kilometer voor.

### Bedreiging
Roofvogels en uilen vormden in eerste instantie de grootste bedreiging voor de coquereldwergmaki, tegenwoordig is dit vermindering van leefgebied door brandlandbouw en illegale houtkap. Veel coquereldwergmaki's zijn gevlucht naar gefragmenteerde bossen, maar ze doen het hier minder goed dan in de bossen die hun voorkeur hebben. De beschermingsstatus van de soort is daarom opgenomen als 'bedreigd' op de Rode Lijst van de IUCN.